# Детье, Эдуар
Эдуар Детье (фр. Edouard Dethier; 25 августа 1884, Льеж — 19 февраля 1962, Нью-Йорк) — бельгийский скрипач и музыкальный педагог. Сын Эмиля Детье, брат Гастона Детье.
Начал заниматься скрипкой под руководством своего брата. Учился в Брюссельской консерватории, затем играл в оркестре театра Ла Монне.
В 1905 г. по приглашению брата перебрался в Нью-Йорк, в 1900-е гг. выступал как солист (в частности, исполнив концерт для скрипки с оркестром П. И. Чайковского с Нью-Йоркским филармоническим оркестром под управлением Густава Малера). На протяжении нескольких лет давал ежегодные концерты в Эолиан-холле, гастролировал по США в дуэте с братом.
С 1906 г. на протяжении более полувека преподавал в нью-йоркском Институте музыкального искусства (позднее преобразованном в Джульярдскую школу), где среди его учеников были Анаит Аджемян, Джулиус Хедьи, Роберт Манн и другие заметные музыканты.
Эдуару Детье посвящена скрипичная соната Дэниела Грегори Мейсона (1913).